# Beliziano-americani
Con il termine beliziano-americani (ingl. Belizean-Americans) si designano i cittadini degli Stati Uniti d'America di origine beliziana. Il loro numero è stato stimato nel 2010 a 54.925.

## Storia
Circa un beliziano su tre vive all'estero e al di fuori del Belize; la maggior parte di essi ha migrato verso i paesi anglosassoni, in particolare gli Stati Uniti, dove secondo il censimento del 2010 54.925 cittadini hanno dichiarato di essere beliziani, e il Regno Unito, con circa 3.000 oriundi. Comunità più piccole si trovano in Canada e in Australia.
Diversi gruppi etnici emigrarono principalmente verso gli Stati Uniti in cerca migliori opportunità. Il flusso migratorio maggiore c'è stato nel 1990, quando entrarono nel Paese circa 10.000 beliziani, e in totale erano 21.205. Nel 2000 il numero crebbe fino ad arrivare a 37.688, per poi arrivare a quasi 60.000 nel 2010.

## Principali comunità beliziane
- Contea di Los Angeles, California
- New York, New York
- Chicago, Illinois
- Houston, Texas